# Гриненко, Николай Иванович
Никола́й Ива́нович Гриненко (23 ноября 1927, с. Большеникольское, Сибирский край, СССР (ныне сего в Чулымском районе Новосибирской области России) — 29 апреля 1991, Челябинск, Челябинская область, СССР) — советский учёный-машиностроитель, доктор технических наук (1973), профессор (1973), проректор по научной работе ЧПИ (1985—1987).

## Биография
Родился 23 ноября 1927 в селе Большеникольское Сибирского края СССР (ныне село в Чулымском районе Новосибирской области России). Поступил в Челябинский механико-машиностроительный институт (ЧММИ, позднее ЧПИ), окончив его с отличием в 1951 году. С 1952 года занимался преподавательской деятельностью в ЧПИ: вначале в должности старшего лаборанта, затем младшего научного сотрудника кафедры автомобилей. В 1953 году избран ассистентом кафедры сопротивления материалов, в 1958 — старшим преподавателем.
В 1960 защитил кандидатскую диссертацию. С 1961 года — доцент, в 1962—1990 годах — заведующий кафедрой № 2 механического (МХ) факультета ЧПИ (позднее — кафедра летательных аппаратов). В 1962—1969 годах — декан факультета механики и двигателей, приборов, автоматов (МХ-ДПА). В 1973 году защищает докторскую диссертацию, утверждён в звании профессора. В 1985—1987 годах — проректор по научной работе ЧПИ.

## Семья
Жена-Гриненко (Чернышова) Валентина Николаевна 1938 г.р, работала в библиотеке ЧПИ с 1962 по 2006 год.
Дочери-Ирина 1958 г.р, Лариса 1964 г.р.

## Научная деятельность
Специалист в области ракетной техники. Основатель научной школы по динамике и прочности машин. Автор около 200 научных публикаций, в том числе в зарубежных изданиях, нескольких учебных пособий, монографии; получил 5 авторских свидетельств.
Научный руководитель 13 (по другим данным 23) кандидатов наук.

## Признание и награды
- Орден «Знак Почёта» (1975);
- Орден Трудового Красного Знамени (1986);
- Орден «Дружбы Народов»;
- Медаль «За доблестный труд. В ознаменование 100-летия рождения В. И. Ленина»;
- Памятная медаль Федерации космонавтики России им. академика С. П. Королёва (1990);
- Знак «Отличник высшей школы» (1974)[1].